# Kardinaliteit van het continuüm
In wiskunde is de kardinaliteit van het continuüm de grootte (de kardinaliteit) van de verzameling van de reële getallen :{\displaystyle \mathbb {R} } (soms aangeduid als het continuüm). De kardinaliteit van {\displaystyle \mathbb {R} } wordt vaak aangeduid met {\displaystyle {\mathfrak {c}}}. Per definitie geldt dus dat het kardinaalgetal
{\displaystyle {\mathfrak {c}}=|\mathbb {R} |}
Georg Cantor toonde aan dat de kardinaliteit van het continuüm groter is van de verzameling van de natuurlijke getallen {\displaystyle \mathbb {N} }, namelijk
{\displaystyle {\mathfrak {c}}=2^{\aleph _{0}}}
waar {\displaystyle \aleph _{0}} (Alef-nul) voor de kardinaliteit van {\displaystyle \mathbb {N} } staat. Met andere woorden, hoewel {\displaystyle \mathbb {R} } en {\displaystyle \mathbb {N} } beide oneindige verzamelingen zijn, zijn de reële getallen in zekere zin "talrijker" dan de natuurlijke getallen.

## Intuïtief argument
Elk reëel getal heeft een oneindige decimale weergave. Bijvoorbeeld,
1/2 = 0,50000...
1/3 = 0,33333...
{\displaystyle \pi } = 3,14159....
Merk op dat dit ook het geval is, wanneer de decimale uitbreiding zich tot in het oneindige herhaalt, zoals in de eerste twee voorbeelden.
In elk gegeven geval is het aantal cijfers van een getal telbaar, dit omdat de individuele cijfers van het getal in een een-op-een correspondentie met de verzameling van de natuurlijke getallen {\displaystyle \mathbb {N} } kunnen worden gebracht. Dit feit maakt het zinvol om over (bijvoorbeeld) het eerste, het honderdste, of het miljoenste cijfer van het {\displaystyle \pi } te spreken. Aangezien de natuurlijke getallen een kardinaliteit {\displaystyle \aleph _{0},} hebben, heeft elk reëel getal {\displaystyle \aleph _{0}} cijfers in haar decimale uitbreiding. Dit geldt ongeacht het gekozen grondtal voor het talstelsel dat men gebruikt. Laat ons daarom het kleinste grondtal, het tweetallig talstelsel, gebruiken om de reële getallen weer te geven. Elke positie in de decimale uitbreiding in een tweetallig talstelsel is uit de aard van de zaak of een 0 of een 1. Het aantal van alle mogelijke manieren om de posities van de cijfers in een reëel getal te vullen is dus gelijk aan
{\displaystyle 2^{\aleph _{0}}}
Om deze reden kan het aantal reële getallen gelijkgesteld worden aan
{\displaystyle {\mathfrak {c}}=2^{\aleph _{0}}}

## Eigenschappen

### Overaftelbaarheid
Georg Cantor introduceerde het kardinaliteits-concept om de grootte van oneindige verzamelingen te vergelijken.
Hij toonde aan dat de verzameling van de reële getallen overaftelbaar oneindig is, dat wil zeggen dat {\displaystyle {\mathfrak {c}}} strikt genomen groter is dan de kardinaliteit van de natuurlijke getallen, {\displaystyle \aleph _{0}}:
{\displaystyle \aleph _{0}<{\mathfrak {c}}}
Met andere woorden, er zijn strikt genomen meer reële getallen dan er gehele getallen zijn. Cantor bewees deze uitspraak op verschillende manieren. Zie Cantors eerste overaftelbaarheidsbewijs en het diagonaalbewijs van Cantor.

### Kardinale gelijkheden
Een variatie op het diagonale argument van Cantor kan worden gebruikt om de stelling van Cantor te bewijzen, die stelt dat de kardinaliteit van enige verzameling strikt kleiner is dan die van haar machtreeks, dat wil zeggen |A|< 2|A|, en dus is de machtreeks P(N) van de natuurlijke getallen N overaftelbaar. In feite kan worden aangetoond dat de kardinaliteit van P(N) gelijk is aan {\displaystyle {\mathfrak {c}}}:
1. Definieer een afbeelding f : R → P(Q) van de reële getallen op de machtreeks van de rationale getallen door het sturen van elk reëel getal x op de verzameling {\displaystyle \{q\in \mathbb {Q} \mid q\leq x\}} van alle rationale getallen kleiner dan of gelijk aan x (met de reële getallen gezien als Dedekindsneden, dit is niets anders dan de inclusieafbeelding op de verzameling van verzamelingen van rationale getallen). Deze afbeelding is injectief aangezien de rationale getallen dicht in R zijn. Aangezien de rationale getallen aftelbaar zijn, hebben we {\displaystyle {\mathfrak {c}}\leq 2^{\aleph _{0}}}
2. Laat {0,2} N de verzameling van oneindige rijen met waarden in {0,2} zijn. Deze verzameling heeft duidelijk kardinaliteit {\displaystyle 2^{\aleph _{0}}} (de natuurlijke bijectie tussen de verzameling van de binaire rijen en P(N) wordt gegeven door de indicatorfunctie). Associeer nu aan elk van deze rijen (ai) een uniek reëel getal uit het interval [0,1], waar de ternaire-uitbreiding wordt gegeven door de cijfers (ai), dat wil zeggen dat het i-e cijfer na de komma ai is. Het beeld van deze afbeelding wordt de Cantor-verzameling genoemd. Het is niet moeilijk om te zien dat deze afbeelding injectief is, want door punten met het cijfer 1 in hun ternaire expansie te vermijden, vermijden wij conflicten gecreëerd door het feit dat de ternaire-uitbreiding van een reëel getal niet uniek is. Wij hebben dan {\displaystyle 2^{\aleph _{0}}\leq {\mathfrak {c}}}.

Door de stelling van Cantor-Bernstein-Schröder concluderen wij dat
{\displaystyle {\mathfrak {c}}=|P(\mathbb {N} )|=2^{\aleph _{0}}.}
De kardinaalgelijkheid {\displaystyle {\mathfrak {c}}^{2}={\mathfrak {c}}} kan worden aangetoond door gebruik te maken van kardinaalrekenkunde:
{\displaystyle {\mathfrak {c}}^{2}=(2^{\aleph _{0}})^{2}=2^{2\times {\aleph _{0}}}=2^{\aleph _{0}}={\mathfrak {c}}.}
Dit argument is een verkorte versie van het begrip of "interleaving" twee binaire reeksen: laat
0.a0a1a2… de binaire uitbreiding van x zijn en laat 0.b0b1b2… de binaire uitbreiding van y zijn. Dan z = 0.a0b0a1b1a2b2…, de "interleaving" van de binaire uitbreidingen, is een goed gedefinieerde functie, wanneer x en y unieke binaire uitbreidingen hebben. Alleen aftelbare reële getallen hebben niet-unieke binaire uitbreidingen.
Door gebruik te maken van de regels van de kardinaalrekenkunde kan men ook aantonen dat
{\displaystyle {\mathfrak {c}}^{\aleph _{0}}={\aleph _{0}}^{\aleph _{0}}=n^{\aleph _{0}}={\mathfrak {c}}^{n}=\aleph _{0}{\mathfrak {c}}=n{\mathfrak {c}}={\mathfrak {c}},}
waar n enige eindige kardinaal ≥ 2 is, en
{\displaystyle {\mathfrak {c}}^{\mathfrak {c}}=(2^{\aleph _{0}})^{\mathfrak {c}}=2^{{\mathfrak {c}}\times \aleph _{0}}=2^{\mathfrak {c}},}
waar {\displaystyle 2^{\mathfrak {c}}} de kardinaliteit van de machtreeks van R is en {\displaystyle 2^{\mathfrak {c}}>{\mathfrak {c}}}.

## Beet-getallen
De volgorde van de beet-getallen wordt gedefinieerd door {\displaystyle \beth _{0}=\aleph _{0}} en {\displaystyle \beth _{k+1}=2^{\beth _{k}}}.
De kardinaliteit van het continuüm, {\displaystyle {\mathfrak {c}}}, is dus het tweede beet-getal, beet-een:
{\displaystyle {\mathfrak {c}}=\beth _{1}}
Het derde beet-getal, beet-twee, is de kardinaliteit van de machtsverzameling van R (dat wil zeggen de verzameling van alle deelverzamelingen van de reële lijn):
{\displaystyle 2^{\mathfrak {c}}=\beth _{2}}

## De continuümhypothese
De beroemde continuümhypothese stelt dat {\displaystyle {\mathfrak {c}}} is ook de tweede alef-getal, {\displaystyle \aleph _{1}}. Met andere woorden stelt de continuümhypothese dat er geen verzameling A bestaat, waarvan de kardinaliteit strikt tussen {\displaystyle \aleph _{0}} and {\displaystyle {\mathfrak {c}}} ligt
{\displaystyle \not \exists A:\aleph _{0}<|A|<{\mathfrak {c}}}
Van deze uitspraak is nu bekend dat zij onafhankelijk zijn van de axioma's van de Zermelo-Fraenkel-verzamelingenleer met het keuzeaxioma (ZFC). Dat wil zeggen dat zowel de hypothese als haar ontkenning in overeenstemming met deze axioma's zijn. In feite is voor iedere niet-nulzijnd natuurlijk getal, n, de gelijkheid {\displaystyle {\mathfrak {c}}} = {\displaystyle \aleph _{n}} onafhankelijk is van ZFC. (Het geval {\displaystyle n=1} is de continuümhypothese).
Hetzelfde geldt voor de meeste andere alef-getallen, hoewel in sommige gevallen gelijkheid op gronden van cofinaliteit kan worden uitgesloten door de stelling van König, dat wil zeggen dat {\displaystyle {\mathfrak {c}}\neq \aleph _{\omega }}. In het bijzonder kan {\displaystyle {\mathfrak {c}}} ofwel {\displaystyle \aleph _{1}} of {\displaystyle \aleph _{\omega _{1}}} zijn, waar {\displaystyle \omega _{1}} de eerste onaftelbare ordinaal is, dus zou het of om een opvolgerkardinaal of een limietkardinaal of een reguliere kardinaal of een enkelvoudige kardinaal kunnen gaan.

## Verzamelingen met kardinaliteit van het continuüm
Een groot aantal verzamelingen die in de wiskunde worden bestudeerd hebben een kardinaliteit gelijk aan {\displaystyle {\mathfrak {c}}} (beet-een). Enkele veel voorkomende voorbeelden zijn de volgende:
- de reële getallen {\displaystyle \mathbb {R} }
- enig (niet-gedegeneerde) gesloten of open interval in {\displaystyle \mathbb {R} } (zoals het eenheidsinterval [0,1])
- de irrationale getallen
- de transcendentale getallen
- de Cantor-verzameling
- de Euclidische ruimte {\displaystyle \mathbb {R} ^{n}}
- de complexe getallen {\displaystyle \mathbb {C} }
- de machtreeks van de natuurlijke getallen {\displaystyle P(\mathbb {N} )} (de verzameling van alle deelverzamelingen van de natuurlijke getallen)
- de verzameling van rijen van gehele getallen (dat wil zeggen alle functies {\displaystyle \mathbb {N} \rightarrow \mathbb {Z} }, vaak aangeduid als {\displaystyle \mathbb {Z} ^{\mathbb {N} }})
- de verzameling van rijen van reële getallen, {\displaystyle \mathbb {R} ^{\mathbb {N} }}
- de verzameling van alle continue functies van {\displaystyle \mathbb {R} } naar {\displaystyle \mathbb {R} }
- de Euclidische topologie op {\displaystyle \mathbb {R} ^{n}} (dat wil zeggen de verzameling van open verzamelingen in {\displaystyle \mathbb {R} ^{n}})
- de Borel σ-algebra op {\displaystyle \mathbb {R} } (dat wil zeggen de verzameling van Borelverzamelingen in {\displaystyle \mathbb {R} }).

## Verzamelingen met kardinaliteit groter dan het continuüm
Verzamelingen met kardinaliteit groter dan {\displaystyle {\mathfrak {c}}} zijn onder meer:
- de verzameling van alle deelverzamelingen van {\displaystyle \mathbb {R} } (dat wil zeggen de machtverzameling {\displaystyle P(\mathbb {R} )})
- de verzameling 2R van indicatorfuncties gedefinieerd op deelverzamelingen van de reële getallen (de verzameling {\displaystyle 2^{\mathbb {R} }} is isomorf op {\displaystyle P(\mathbb {R} )} - de indicatorfunctie kiest elementen van elke deelverzameling om in zich op te nemen)
- de verzameling {\displaystyle \mathbb {R} ^{\mathbb {R} }} van alle functies van {\displaystyle \mathbb {R} } op {\displaystyle \mathbb {R} }
- de Lebesgue σ-algebra van {\displaystyle \mathbb {R} }, dat wil zeggen de verzameling van alle Lebesgue-meetbare verzamelingen in {\displaystyle \mathbb {R} }.
- de Stone-Čech-compactificaties van {\displaystyle \mathbb {N} }, {\displaystyle \mathbb {Q} } en {\displaystyle \mathbb {R} } .

Zij hebben allemaal kardinaliteit {\displaystyle 2^{\mathfrak {c}}=\beth _{2}} (beet-twee).